# Kiukiej
Kiukiej (ros. Кюкей) – wieś w Rosji, w Jakucji, w ułusie suntarskim. W 2010 liczyła 394 mieszkańców.